# Ian Bowyer
Ian Bowyer (Ellesmere Port, 6 juni 1951) is een voormalig Engels voetballer en voetbaltrainer. Hij speelde zijn meeste competitiewedstrijden voor Nottingham Forest, waarmee hij onder anderen eenmaal de Football League First Division, tweemaal de European Cup en eenmaal de European Super Cup won. Met Manchester City won Bowyer de European Cup Winners' Cup. Opvallend is dat Bowyer, ondanks zijn vele clubsuccessen, nooit werd opgeroepen voor het Engels voetbalelftal.

## Erelijst
Manchester City
- FA Cup: 1968/69
- Football League Cup: 1969/70
- European Cup Winners' Cup: 1969/70

 Nottingham Forest
- European Cup: 1978/79, 1979/80
- European Super Cup: 1979
- Football League First Division: 1977/78
- Football League Cup: 1977/78, 1978/79
- FA Charity Shield: 1978
- Anglo-Scottish Cup: 1976/77